# 小行星4326
小行星4326（英語：4326 McNally）是一颗围绕太阳公转的小行星。1982年4月28日，愛德華·鮑威爾在可可尼诺县发现了此天体。
这颗小行星的绝对星等为153.1592181760082等。